# Glenea balingiti
Glenea balingiti là một loài bọ cánh cứng trong họ Cerambycidae.